# He's My Girl
Pour plus de détails, voir Fiche technique et Distribution.
He's My Girl est une comédie américaine réalisée par Gabrielle Beaumont, sortie en 1987.

## Synopsis
Bryan (David Hallyday) a la musique dans la peau. Personne n'est plus convaincu de son potentiel que son meilleur ami et agent, l'extravagant Reggie (T.K Carter). Ce dernier voit en lui la future star du rock. Mais pour arriver jusqu'à Hollywood, encore faut-il convaincre un producteur du talent de Bryan.
Au cours d'un tirage au sort, Bryan gagne un séjour tous frais payés à Los Angeles. Une telle opportunité pourrait enfin lancer sa carrière. Petit problème : pour remporter ce prix, les deux gagnants doivent être un couple hétéro. Comme il n'est pas question d'oublier Reggie, Bryan sera donc accompagné de Regina, une compagne explosive.
À Hollywood, le couple fait sensation. Tout se complique lorsque les sentiments s'emmêlent. Regina tombe amoureux de Tasha (Misha McK), la jolie assistante chargée de les accueillir. De son côté, Bryan s'éprend de Lisa, la serveuse lunaire de leur hôtel (Jennifer Tilly).
Pour le duo, difficile de mener de front leur couverture et leurs histoires d'amour naissantes...

## Fiche technique
- Titre : He's My Girl
- Réalisation : Gabrielle Beaumont
- Scénario : Taylor Ames, Peter Bergman, Charles F. Bohl, Myrica Taylor et Terence H. Winkless
- Production : Angela P. Schapiro, Ben Scotti, Fred Scotti, Tony Scotti et Lawrence Taylor-Mortoff
- Musique : Kim Bullard et Roger Webb
- Photographie : Peter Lyons Collister
- Montage : Roy Watts
- Décors : Cynthia Kay Charette et Gary Randall
- Pays d'origine :  États-Unis
- Format : Couleur - Dolby
- Genre : Comédie
- Durée : 104 minutes

## Distribution
- T.K. Carter (VF : Med Hondo) : Reggie / Regina
- David Hallyday (VF : lui-même) : Bryan
- David Clennon (VF : Jean-Claude Montalban) : Mason Morgan
- Misha McK : Tasha
- Jennifer Tilly (VF : Marie-Charlotte Leclaire) : Lisa
- Warwick Sims : Simon Sledge
- Monica Parker : Sally
- Bibi Besch : Marcia
- Robert Clotworthy : Jeffrey

## Musique
La chanson thème du film, He's My Girl, est interprétée par David Hallyday. Elle est sortie en single courant août 1987. Elle atteint la 79e place du Billboard Hot 100 et la 72e sur Cash Box.